# Parafia Matki Bożej Bolesnej w Starej Krasnoszorze

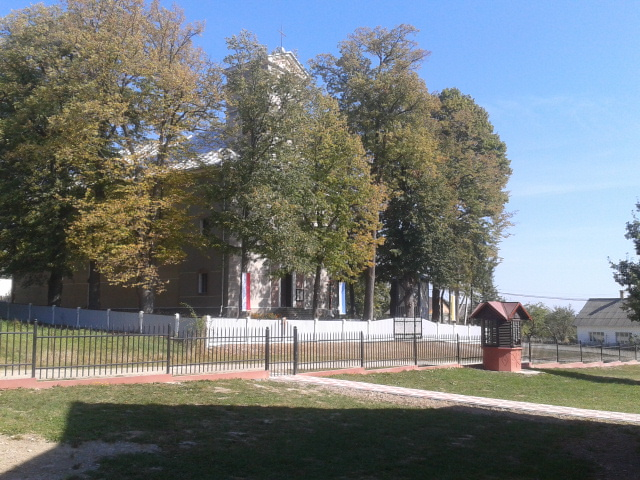
Kościół Parafialny w Starej Hucie

Parafia Matki Bożej Bolesnej w Starej Krasnoszorze (ukr. Стара Красношора; pol. Stara Huta) – polskojęzyczna parafia w Dekanacie Czerniowieckim w Archidiecezji Lwowskiej. 
Parafia w Starej Krasnoszorze - Starej Hucie, została założona w 1812 roku. Wtedy najprawdopodobniej istniał tu drewniany kościół. W 1836 roku ukończono budowę murowanej świątyni, którą w 1837 roku konsekrowano. Świątynia nigdy nie była oddana w ręce władz ZSRR. W 1990 roku przeszła zewnętrzny remont. 
Parafia liczy około 500 wiernych, głównie Polaków. Do parafii należą też kościoły w miejscowościach: Krasnoilsk, Czeresz, które to kościoły obsługują księża diecezjalni.